# Droit ukrainien
Le droit ukrainien est le droit de tradition civiliste, de la branche du droit soviétique, appliqué en Ukraine.

## Sources du droit

### Constitution
La constitution est la norme juridique suprême en Ukraine.

### Traités internationaux
Les traités internationaux ratifiés font partie de l'ordre juridique interne de l'Ukraine. En cas de contradiction avec la Constitution, la ratification ne peut se faire que par modification préalable de celle-ci.

### Législation
Le pouvoir législatif est conféré à la Rada, le Parlement ukrainien.

## Sources
- (en) Cet article est partiellement ou en totalité issu de l’article de Wikipédia en anglais intitulé « Law of Ukraine » (voir la liste des auteurs).

## Compléments